# 細胞出版社
細胞出版社(Cell Press)、屬於愛思唯爾出版集團，為專門出版生物醫學類的科學期刊出版社。出版的期刊包括《細胞》（Cell）、《細胞報導》（Cell Reports）、《神經元》（Neuron）、《免疫》（Immunity）、《分子細胞》（Molecular Cell）、《发育细胞》（Developmental Cell）、《癌细胞》（Cancer Cell）、《當代生物學》（Current Biology）、《結構學期刊》（Structure (journal)）、《化學和生物學》（Chemistry & Biology）、《細胞新陳代謝》（Cell Metabolism）、《美國人類遺傳學期刊》（American Journal of Human Genetics）、《生物物理期刊》（Biophysical Journal）、《細胞宿主與微生物》（Cell Host & Microbe）、《細胞幹細胞》（Cell Stem Cell）、及《幹細胞報導》（Stem Cell Reports）等期刊出版品。

## 歷史
為本杰明·卢因於1974年1月在麻省理工學院出版社(MIT Press)的支持下所成立之細胞(Cell)出版社。隨後，他註冊購買"Cell Press"名稱、並於1986年成立獨立的"細胞出版社"。該出版社分拆出版的新期刊出版品如：1988年3月"神經元期刊"；1994年4月"免疫期刊"；以及1997年12月"分子細胞期刊"。在前一年1998年4月將細胞出版社售予愛思唯爾出版集團之後，本傑明·盧因於1999年10月離開出版社。
自那時起，細胞出版社推出了五種新期刊：2001年7月"發育細胞期刊"；2002年2月癌细胞 (期刊)；2005年1月"細胞新陳代謝期刊"；2007年3月"細胞宿主與微生物期刊"；以及2007年7月"細胞幹細胞期刊"。
與此同時，另外三種愛思唯爾的期刊加入細胞出版社集團：1996年1月當代生物學期刊，該期刊早在2001年就屬於細胞出版社的一部分；"化學和生物學期刊"於1994年4月15日推出，並在當年9月開始發布定期出刊計劃，之後於2002年1月加入細胞出版社；且於1993年推出"結構學期刊"(Structure)，該期刊早在1999年初就與折疊與設計期刊(Folding & Design)合併。由於與"折疊與設計期刊"的合併之故、名稱變更為"折疊與設計結構期刊"(Structure with Folding & Design)。當"折疊與設計結構期刊"加入了"細胞出版社"後，2001年初該期刊名稱恢復為原來的"結構學期刊"(Structure)。
於1995年10月，細胞出版社推出網站，其中包括內容表格、摘要，以及作者與用戶信息。全文在線版本在1997年7月推出於、，及等網站。

## 外部連結
- 官方网站